# Paul Richard Averitt
Paul Richard Averitt (7 de agosto de 1923 - 7 de agosto de 2001) foi um soldado americano que serviu como membro do 92º Batalhão do Corpo de Sinalização do Exército dos Estados Unidos. Ele foi um dos primeiros fotógrafos a registrar em imagens as condições em que se encontrava o campo de concentração de Dachau durante sua libertação, em 29 de abril de 1945.

## Vida
Averitt nasceu em Nashville, Tennessee, sendo o filho mais novo de Henry Clark Averitt (1892-1947) e Bessie Mai Baker Averitt (1890-1987). Ele tinha um irmão mais velho, James Edwin Averitt (1920-1981), e se graduou na East High School.

## Exército
Em 30 de janeiro de 1943, Averitt se alistou e foi designado para a Companhia A do 92º Batalhão de Sinalização do Exército dos Estados Unidos, como técnico de telefonia e telégrafo.
Suas funções eram, principalmente, estabelecer o sistema de comunicações antes do movimento das tropas.
Averitt passou mais de um ano na Inglaterra e na Irlanda antes de sua companhia ser enviada para a Normandia, em 13 de julho de 1944 - um mês após o Dia D. Eles se juntaram ao Terceiro Exército do General Patton, e atuaram no norte da França e Renânia.
A Companhia A frequentemente era a primeira a chegar a uma área desocupada pelos alemães, e Paul Averitt documentou suas missões em centenas de fotografias.
Em 29 de abril de 1945, Averitt chegou ao campo de concentração de Dachau, poucas horas depois da libertação dos presos confinados.
Antes de entrar no campo, Averitt encontrou o trem da morte de Buchenwald, e registrou em ao menos sete fotografias as imagens dos  prisioneiros mortos.
Ele também fotografou as represálias pela libertação de Dachau, o ato de vingança das tropas americanas - matando entre 30 e 50 guardas da Schutzstaffel (SS) –, enfurecidos após descobrirem o assassinato em massa nos trens e no campo.

## Vida Pós Exército
Averitt voltou para os Estados Unidos, sendo dispensado do serviço militar em 2 de dezembro de 1945.
Ele se casou com Gradye Ruth. O casal teve quatro filhas e oito netos.
Averitt trabalhou para a fábrica John Bouchard & Sons por quarenta anos.

## Ligações Externas
- Museu Memorial do Holocausto dos Estados Unidos: Pesquisa de coleções por Paul Averitt. Esta página contém 15 fotografias de Averitt.
- O Dachau Death Train